# 邏樓金線魮
邏樓金線魮，又稱邏樓金線䰾（学名：Sinocyclocheilus longifinus）为輻鰭魚綱鯉形目鲤科金線魮屬的其中一種。分布於亞洲中國廣西壯族自治區凌雲縣邏樓鎮地下洞穴流域，本魚體延長而側扁，無眼，口亞下位，具觸鬚2對，體被鱗片，側線明顯，側線鱗43-49枚，背鰭鰭條7枚，胸鰭長，超過腹鰭起點，尾鰭叉形，體色灰色，延側線上緣至尾鰭有一列黑斑，體長可達14.8公分，棲息在洞穴底中層水域，生活習性不明。

## 扩展阅读
維基物種上的相關：邏樓金線魮